# Limonia nigropunctata nigropunctata
Limonia nigropunctata nigropunctata is een ondersoort van de tweevleugelige Limonia nigropunctata uit de familie steltmuggen (Limoniidae). De soort komt voor in het Palearctisch gebied.